# أمادو همباطي با
أمادو همباطي با (بالفرنسية: Amadou Hampâté Bâ) أديبٌ وروائيٌ من دولة مالي، كان أمادو همباطي با (1900-1991) دبلوماسي مالي معروف يعتبر مؤلف النصف الأخير من القرن العشرين. ويحظى باحترام واسع. وله مؤلفات خيالية وغير خيالية باللغة الفرنسية تعتبر كمصادر مهمة وغنية بمعلومات عن غرب أفريقيا التاريخ والدين والأدب والثقافة، والحياة. هو كاتبٌ ومؤرخٌ وعالمُ أنسابٍ وشاعرٌ وراوي حكاياتٍ إفريقية.

## المولد والنشأة
وُلد أمادو همباطي با الذي ينحدر من عائلةٍ أرستقرطيةٍ (فولانية) سنة 1900م
وهو كاتبٌ ومؤرخٌ وعالِم أنساب (سلالات) وشاعرٌ وراوي حكايات، وأحد كبار المختصين
في الثقافة الفولانية والتراثِ الإفريقي.وينتسب في جنسيته لدولة مالي في غرب أفريقيا.

## تأثره ونشاطه
من وقت شبابه، تتلمذ السيد با على يد سيد الصوفية في مالي الغير عادي، شيرنو بوبكر، الشيخ. بوبكر المعروفة باسم «حكيم باندياجارا،» بلدة في مالي حيث عاش معظم حياته. كان شيرنو بوبكر مشهوراً بمواقفه العالمية والتسامحية تجاه الأديان الأرثوذكسية، له العديد من الأمثال والأقوال المأثورة، وله طرق تعليم فذة، التي اكتسبها من اختبارات حياته الصعبة، وهذه التراكمية اكسبته، الحب والضوء والتنوير الذي تشعه شخصيه. و هذه المعلومات القيمة عرفناه عن هذا المعلم بفضل شهادة أمادو همباطي با لأستاذه.
يُعد أمادو همباطي با الذي أصبح باحثاً بالمعهد الأساسي لأفريقيا السوداء في داكار
منذ 1940م، أحد أوائل المثقفين الأفارقة الذين جمعوا ودونوا وفسّروا كنوز الأدبِ الشفويِ
التقليدي لإفريقيا الغربية، مِن حكاياتٍ ونصوص وأساطير وخرافاتٍ وسيَر.
وتعود إصداراته الأولى إلى تلك المرحلة.

## عمله في اليونيسكو
- عمل عام1962م بالمجلس التنفيذي لليونسكو، الذي أصبح عضواً فيه منذ عام 1960م

فأثار الانتباه إلى مدى هشاشة الثقافة الإفريقية القديمة، عندما أطلق صرخة الإنذار الشهيرة ((في إفريقيا عندما يرحل رجلٌ مُسن، فإنَّ ذلك يكون بمنزلة احتراقِ مكتبةٍ بكاملها !)).

## مؤلفاته
ألّف بعض الحكايات وكتباً في التأريخ والدراسات الدينية ومنها :
- لاوجود لخصومات صغيرة، وهي الحكاية التي استخدمها بصورةٍ ملخَّصة جداً عام 1969م أمام المجلس التنفيذي لليونسكو بمنلسبة الصراع العربي الإسرائيلي.كي ينبّه المجتمع إلى الأخطار الكامنة في وضعٍ كهذا.
- بودييل الصغير
- حكاياتٌ أخرى من السوانة
- يسوع كما يراه رجلٌ مسلم
- حياة وتعاليم تييرنو بوكار
- حكيم باندياغارا
- أمكوليل الطفل الفولاني، مذكراته
- نعم أيها القائد مذكراته التي نُشرت في فرنسا عام 1991م.

شارك في العديد من اللقاءات التلفزيونية ونزل ضياً على الكثير من الحوارات الصحفية خاصةً في الإعلام الفرنسي والإفريقي واختار الأستاذة (هيلين هيكمان) لتكون هي الوصيَّةَ على إرثه الأدبي والمسؤولة عن أرشيفه.

## مأثوراته
- (كلما مات مسن في أفريقيا فإن مكتبة كاملة قد أحرقت)
- (ليس ثمّة مشاجراتٌ صغيرة، أو حريقٌ صغير’لا أحد يعرف ما الذي يمكن أن ينجم عن ذلك)
- (إنّ القائد الذي يغتال جميع رعاياه سيتحوّل إلى مجرد حارس مقابر)
- (كلما استمعنا إلى جدالٍ أو مشاجرة يكون ذلك لأنَّ ثمة عمل خيرٍ قوبل بالجحود، لكن في كلِّ مرةٍ يحدث ذلك يكون السبب أنَّ فاعل الخير لم يحتط لنفسه بما فيه الكفاية)
- (إنَّ رجلاً شريفاً جائعاً، قد يتحول إلى لص) (إذا كان إبداء الملاحظات ميزةً فإنَّ القدرة على الصمت تُنجي من المهالك)
- (لا تتصرف أبداً بناءً على شكٍ بسيط، فالابن البكر للشيطان يُسمّى - تسرُّع -وثاني أبنائه يسمّى - شك)

## روابط خارجية
- أمادو همباطي با على موقع ديسكوغز (الإنجليزية)

- webPulaaku. Amadou Hampâte Bâ (French, English, Pular/Fulfulde)
- Malian ministry of culture, dossier for the hundredth anniversary of the birth of Amadou Hampâté Bâ (in French)
- Publisher’s Author Information Page[وصلة مكسورة]
- Dielika Diallo. Hampate Ba: the great conciliator. UNESCO Courier, Jan, 1992.
- Biography and guide to collected works: African Studies Centre  [لغات أخرى]‏, Leiden
- Palais de la Culture Amadou Hampaté Ba Official Website (in French)